# (1112) Polonia
(1112) Polonia es un asteroide perteneciente al cinturón de asteroides descubierto el 15 de agosto de 1928 por Pelagueya Fiodórovna Shain desde el observatorio de Simeiz en Crimea.
Está nombrado por el nombre en latín de Polonia.